# Dr F.H. de Bruijne Lyceum

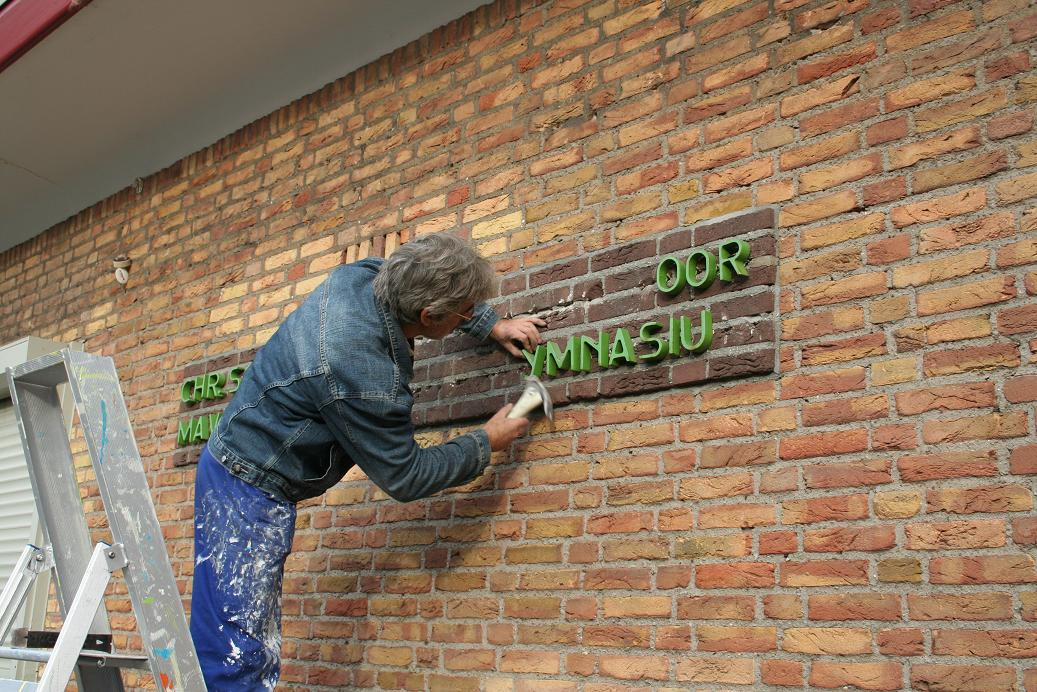
De bordjes worden verhangen; het De Bruijne Lyceum heet voortaan CGU locatie Koningsbergerstraat.

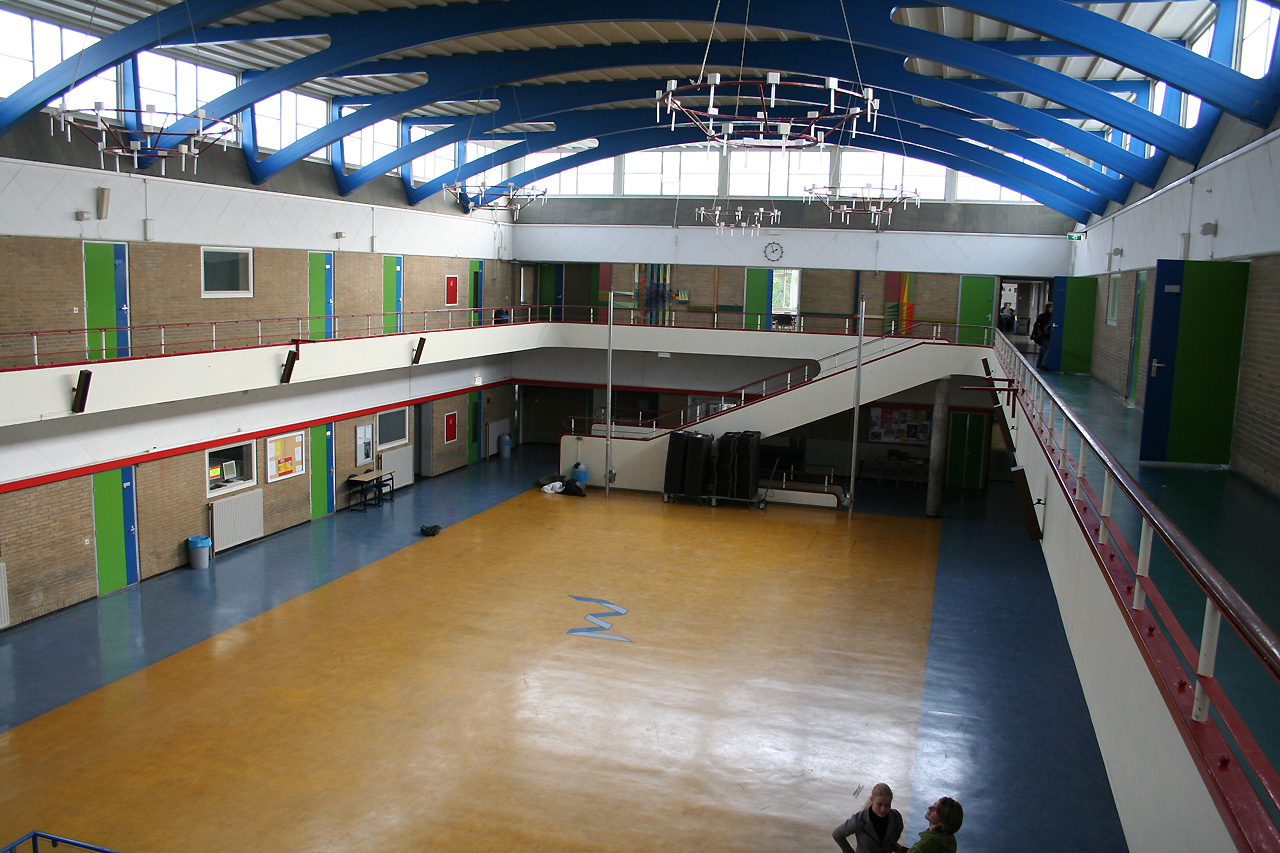
De aula van het voormalige De Bruijne Lyceum.

Het De Bruijne Lyceum, is een voormalige scholengemeenschap voor vmbo, havo, Atheneum en Gymnasium, gevestigd aan de Koningsbergerstraat in Utrecht.
Het lyceum is in 1952 geopend onder de naam Christelijk Lyceum en het gebouw is nog gedeeltelijk in de stijl van die tijd uitgevoerd. Er bevindt zich een groot orgel in de aula, dat sinds begin 2009 weer bespeelbaar is. Aan de voorzijde bij de hoofdingang staan twee beelden van Pieter d'Hont, te weten Meisje met schooltas, Jongen met hockeystick, Symbolen van de vier evangelisten (Mattheüs, Marcus, Lucas en Johannes).
De school was onderdeel van de Willibrord Stichting. Wegens faillissement is de school in 2006 opgeheven. Het gebouw, in de wijk Lombok, is na een kleine verbouwing sinds 2007 in gebruik als locatie van het Christelijk Gymnasium Utrecht. De meeste leerlingen van het De Bruijne Lyceum zijn verspreid over verschillende scholen van de Willibrord Stichting, alleen de lagere klassen zijn overgegaan naar het nieuw opgerichte Amadeus Lyceum, dat in de nieuwbouwwijk Vleuterweide gebouwd is.

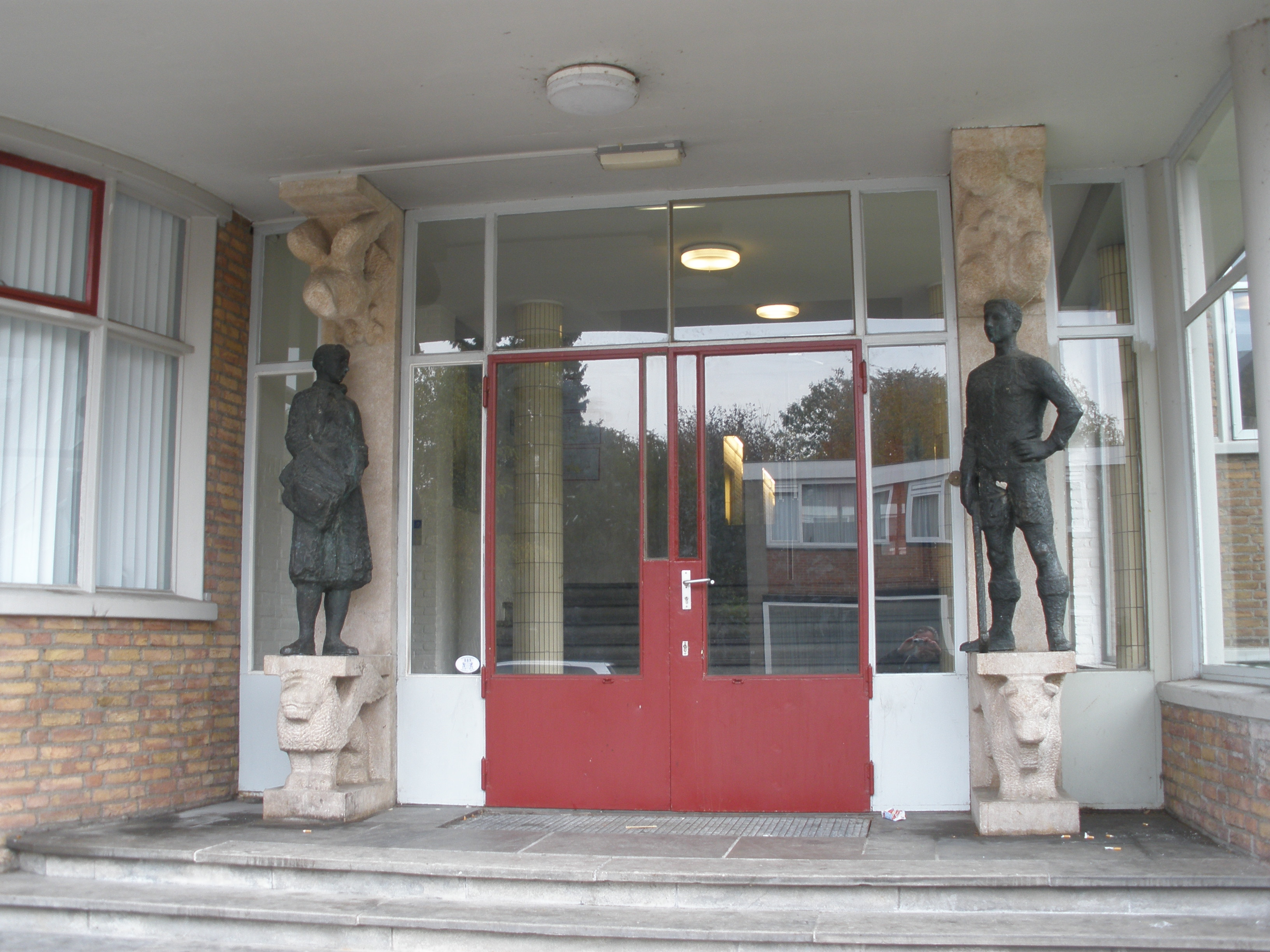
De hoofdingang van het voormalige De Bruijne Lyceum.

De officiële naam van het gebouw is momenteel "CGU-West". De oude naam "Het de Bruijne" circuleert nog steeds, maar wordt steeds vaker vervangen door "de koni" (van koningsbergestraat) dit is informeel de belangrijkste naam. Onder scholieren circuleren ook minder nette benamingen die te maken hebben met de kleur bruin; de bruine hel, het bruine hol, etc. Dit heeft mede te maken met de gevangenisachtige uitstraling van het gebouw.
In het voorjaar van 2007 is er verbouwd, waarbij het gebouw enkele cosmetische veranderingen heeft ondergaan. Ook is een aantal muren doorgebroken, waarbij lokalen groter zijn gemaakt. Het gebouw was enige tijd buiten gebruik, maar met ingang van het schooljaar 2007-2008 wordt er weer lesgegeven.
De eerste rector van deze school was Dr. F. H. de Bruijne in 1952. Dr. de Bruijne was in 1939 aan de Rijksuniversiteit te Utrecht gepromoveerd op een sociaal-geografische studie van een gedeelte van het Hollands-Utrechtse weidelandschap onder de titel "De Ronde Venen", uitgegeven door Libertas Drukkerijen te Rotterdam/Utrecht. Vanwege de verschuiving van de veendijk te Wilnis in 2003 werd hieraan soms gerefereerd vanwege de waarschuwingen van Dr. de Bruijne omtrent zulke gevaren op blz. 47 tot 50 van zijn proefschrift.